# Hipotálamo Films
Hipotálamo Films es una productora de cine española creada en Villagarcía de Arosa (Pontevedra) en el 2002.
Los directores gallegos Fran Estévez y Manuel Pena realizan un cortometraje durante sus estudios en la Escuela Gallega de Cine (2001-2003, Vigo) protagonizado por Carlos Blanco, filmado en cine súper 8 y titulado Hipotálamo. Pocos meses más tarde sale a la luz la productora Hipotálamo Films.
Esta pequeña fábrica de cine ubicada en Galicia se caracteriza por rodar casi todas sus películas en formato cine (8/16/35 mm); algo inusual en un momento en que la práctica totalidad de las productoras independientes graban en digital. También destaca por lo universal de sus historias y la forma de contarlas, tan al margen de los convencionalismos.
Paralelamente a su lado romántico de filmar en argéntico, Hipotálamo Films, tras su pseudónimo Hipo 3D, se sumerge también en nuevas formas de narrar, como es la captación de imágenes 3D estereoscópicas tanto en vídeo como en fotografía. Incluso es pionera en otras técnicas inmersivas como la usada en su obra experimental Titanio & Plutonio (2010) ya que es la primera película de ficción del mundo en formato vídeo 360.
Actualmente la productora está trabajando para dar el gran paso al mundo del largometraje.

## Filmografía
- Idiotąs (2013). Realizado por Fran Estévez.
- Titanio & Plutonio en el País del Ciclograma (2010). Realizado por Fran Estévez.
- El Humanoide (2007). Realizado por Fran Estévez.
- La Canción de Fémerlin (2005). Realizado por Manuel Pena.
- Metamorfosis (2004). Realizado por Fran Estévez; primer trabajo firmado por la productora.
- Equinoccio (2003). Realizado por Fran Estévez dentro de la Escuela de Cine y posteriormente reeditado por Hipotálamo Films.
- Hipotálamo (2002). Realizado por Fran Estévez y Manuel Pena el mismo año que es fundada la productora.

## Enlaces
- - Facebook oficial de la productora
- - Twitter oficial de la productora
- - Vimeo oficial de la productora
- - Metamorfosis en Vimeo VOD
- - Hipo 3D (raíz de la productora especializada en el 3D estereoscópico)

- Datos: Q17563449